# 5011 Ptah
5011 Ptah è un asteroide Apollo. Scoperto nel 1960, presenta un'orbita caratterizzata da un semiasse maggiore pari a 1,6358028 au e da un'eccentricità di 0,5002024, inclinata di 7,41049° rispetto all'eclittica.
L'asteroide è dedicato alla divinità egizia Ptah.